# Izabela Płaneta-Małecka
Izabela Wiktoria Płaneta-Małecka (ur. 8 grudnia 1930 we Lwowie, zm. 17 grudnia 2016 w Łodzi) – polska lekarka, pediatra i polityk, minister zdrowia i opieki społecznej (1988–1989).

## Życiorys
Córka Jana i Zofii. W 1954 ukończyła studia na Akademii Medycznej w Łodzi. Od 1979 profesor nauk medycznych, a od 1985 profesor Wojskowej Akademii Medycznej. Autorka wielu prac w dziedzinie pediatrii. W 1983 została członkiem Rady Krajowej Patriotycznego Ruchu Odrodzenia Narodowego. Od 14 października 1988 do 1 sierpnia 1989 była ministrem zdrowia i opieki społecznej w rządzie Mieczysława Rakowskiego. Pracowała w Instytucie „Centrum Zdrowia Matki Polki” w Łodzi jako konsultant w Klinice Gastroenterologii i członek Rady Naukowej Instytutu.

## Życie prywatne
Jej córką jest prof. Ewa Małecka-Panas. Jej mężem był Ignacy Małecki. 

## Śmierć i pogrzeb
Zmarła 17 grudnia 2016 w Łodzi. Pochowana 22 grudnia 2016 na cmentarzu św. Rocha na łódzkim Radogoszczu.